# Akupunktur
 Denne artikel bør gennemlæses af en person med fagkendskab for at sikre den faglige korrekthed.

Akupunktur er en alternativ behandlingsmetode, som bygger på anvendelsen af nåle, der stikkes ind i akupunkturpunkter, og den forbindes primært med kinesisk folkemedicin. Princippet i akupunkturbehandlingen er, at akupunktøren indsætter tynde nåle i bestemte punkter på patientens hud for at forebygge eller behandle bestemte sygdomme. Der er ikke nok evidens til at støtte brugen af akupunktur sammenlignet med konventionel behandling. Akupunktur er ikke bedre end almindelig behandling i det lange løb. I Danmark advarede Styrelsen for Patientsikkerhed i efteråret 2017 mod brugen af brystakupunktur, efter private behandlere havde punkteret begge lunger hos flere patienter.
Ifølge den traditionelle kinesiske forklaring, siges akupunkturnålene at genoprette kroppens normale energibalance, qi. Den traditionelle forklaring går ud på, at der findes 12 energibaner i kroppen – de såkaldte meridianer. Videnskabelige undersøgelser har dog ikke fundet histologisk eller fysiologisk bevis for at traditionelle kinesiske koncepter såsom qi, meridianer eller akupunkturpunkter findes, og mange læger støtter ikke længere eksistensen af en livskraft (qi) eller meridianer, hvilket var en kæmpe stor del af de tidlige overbevisninger.

## Historie
Selvom akupunktur forbindes med en ældgammel kinesisk tradition, var det ikke muligt at lave nåle som dem der bruges til akupunktur, før i 1600-tallet. Desuden formoder historikere at akupunktur er bragt til Kina fra Grækenland.

### Moderne tid
Det var i 1970’erne, at akupunktur for alvor slog igennem i Vesten. Besøg i Kina var på denne tid blevet meget populære for læger og indebar ofte en demonstration af den næsten mirakuløse virkning af akupunktur, f.eks. ved store operationer, hvor patienten udelukkende var bedøvet ved hjælp af akupunktur. Disse besøg blev rosende beskrevet i vestlige lægevidenskabelige
tidsskrifter. I Vesten fulgte en hastigt voksende popularitet som følge af disse rapporter, som pressen formidlede videre til offentligheden. Op igennem 1970’erne blev akupunktur en fast bestanddel af det alternative behandlingsudbud, men gradvist vandt akupunktur også indpas i det etablerede behandlersystem.

## Etymologi
Selve udtrykket akupunktur stammer fra to latinske ord: ”Acus”, der betyder nål eller spids, og ”punktur” der kommer af ”pungere”, der betyder at punktere eller stikke. Betegnelsen akupunktur er således en vestlig konstrueret term, selv om det i dag er blevet en international anvendt betegnelse for behandlingsmetoden. I Kina bruger de udtrykket ”Zhen”. Metoden er en central del af den traditionelle kinesiske medicin og har rødder i daoismen.

## Former for akupunktur
Traditionel akupunktur, hvor nåle indsættes på bestemte punkter langs kroppens meridianbaner, har mange varianter og kan antage forskellige former. Det er op til akupunktøren at vælge, om han eller hun vil manipulere med akupunkturpunkterne med traditionel akupunktur, eller anvende en særlig udgave af akupunktur.
Der findes dog ifølge klassisk akupunktur ingen standardbehandlinger, det er hver gang ifølge akupunkturens koncept en individuel behandling. 
- Moxabrænding er en betegnelse for den akupunkturbehandling, hvor der afbrændes små tørrede bynkeblade enten direkte på huden eller fæstnet på nålens øverste ende. Ifølge traditionel kinesisk medicinlære hævdes det, at sygdommen trækkes ud gennem det lille efterladte brandsår.

- Knogleakupunktur er en behandling hvor der føres nåle helt ind til bestemte punkter på knoglehinden, som påvirkes i ca. 10-15 sekunder. Denne metode benyttes somme tider når den almindelige akupunktur ikke længere er tilstrækkelig. Metoden anvendes for eksempel ved kroniske smerter og kredsløbsforstyrrelser.

- Øreakupunktur (Auriculoterapi) er en behandling, hvor bestemte punkter på det ydre øre påvirkes. Øret opfattes som et mikrosystem, der afspejler hele kroppen. Til at lokalisere ørets akupunkturpunkter benyttes pulsdiagnose (VAS vakulære autonome signal) som indikerer hvilke punkter, som er modtagelige for behandling.

- Parallelakupunktur tager udgangspunkt i at holde organismens egne originale signalsystemer i naturlig balance. Behandlingen udføres parallelt (bilateralt) fortrinsvis via fod og håndpunkter og er smertefri.

- Posturologi er en metode hvor man undersøger de neurofysiologiske forstyrrelser, som aflæses i kropsholdningen[kilde mangler]. Værktøjerne i posturologien er ASP ørenåle, nordpolsmagneter, neurostabs og proprioceptive sålindlæg.

- Skalpakupunktur er en behandlingsform, hvor der stikkes nåle i hovedbunden, da visse områder af kraniet ses som korresponderende med bestemte afsnit inden for centralnervesystemet. Denne metode anvendes gerne ved behandling af hjerneblødninger og lammelser.

- Elektroakupunktur er en behandling, hvor nålen tilføres en svag strøm. Oprindelig roterede akupunktørerne nålen mellem fingrene, og skabte dermed en bedøvende virkning. I dag forsøger akupunktøren at opnå denne virkning ved hjælp af elektrisk stimulation. Metoden anvendes især ved bedøvelser i forbindelse med mindre operationer.

## Brug af akupunktur i Danmark
I 2010 havde 24,0 % af alle voksne danskere brugt akupunktur på et eller andet tidspunkt i livet og 7,1 % havde brugt det indenfor det seneste år 
I 2005 havde 16,6% af alle voksne danskere brugt akupunktur på et eller andet tidspunkt i livet. Den typiske bruger af akupunktur var 1) kvinde, 25-44 år og bosat i Region Hovedstaden eller 2) kvinde, 45-64 år og bosat i Region Syddanmark. 

## Religiøse elementer i akupunktur
Akupunkturens religiøse udgangspunkt er daoismen og indeholder de religiøse ideer, der findes inden for denne religion.
Akupunktørene i Danmark tillægger ikke behandling nogen religiøs betydning.

## Foreninger
I Danmark er der adskillige foreninger, som organiserer akupunktører og læger med akupunkturindsigt.
Akupunktørene er organiseret i Danske Akupunktører (DA) og Praktiserende Akupunktører(PA), begge disse organisationer er godkendt af sundhedsstyrelsen til at registere akupunktører, og må tildele deres medlemmer (som opfylder betingelserne i loven) titlen Registreret Akupunktør eller Registreret Alternativ Behandler med speciale i akupunktur.
Både DA og PA organiserer sundhedspersonale og uddannede akupunktører, blot skal de akupunkturfaglige kvalifikationer naturligvis være iorden.
Læger, tandlæger og dyrlæger kan vælge at organisere sig i Dansk Medicinsk Selskab for Akupunktur (DMSA), denne organisation optager kun læger, tandlæger og dyrlæger. DMSA optager bl.a. medlemmer som har et mindre akupunktur kendskab, men efteruddaner også deres medlemmer til Diplomlæger i akupunktur. Diplomlæger har kendskab til akupunktur på lige vilkår som medlemmerne af DA og PA.
Derudover er der foreningen Dansk Selskab for Evidensbaseret Akupunktur.

## Forskning
Der har været udført videnskabelig forsøg med akupunktur i punktet P6 i forbindelse med kvalme og opkastning efter operation, og en sammenligning af studierne synes at støtte at akupunktur i nogle tilfælde havde en positiv effekt.
I forbindelse med udgivelsen af lægen og journalisten Jerk W. Langers bog Alternativ behandling udtalte han til Ritzaus Bureau:
"Når det fx gælder akupunktur, som praktiseres af mange læger, så er der primært dokumentation for effekten på to områder: På kvalme og opkastninger efter operation samt på smerter efter tandbehandling, mens resten er mere tvivlsomt. For en lang række smertetyper samt også rygeafvænning findes der ikke veldokumenteret effekt af akupunktur" 
Ifølge Cochrane Collaboration er der ved akupunktur fundet tendens til positiv effekt ved flere typer behandlinger. Resultaterne er dog så usikre, at de ikke giver grundlag for generelle anbefalinger.. Eksempler på symptomer hvor der ved behandling er observeret en mulig positiv effekt:
- Kvalme og opkast ifm. kejsersnit
- Bækken og rygsmerter under graviditet
- Kroniske nakkesmerter
- Migræne
- Menstruationsmerter
- Skulderstivhed eller blodprop i hjernen eller hjerneblødning
- Smerter i hånden ved leddegigt
- Akut kvalme efter kemoterapi
- Knæsmerter ved leddegigt

Der findes kun ganske lidt dansk forskning i akupunktur. Den danske forsker Maiken Nedergaard har ved University of Rochester Medical Center i USA, forsket i kroppens opfattelse af smerte. Hun og hendes kollegaer har fundet ud af, at stoffet adenosin virker smeretlindrende. Når en nål sættes i en mus 24-dobles mængden af adenosin, og to trejdedele af de testede mus havde færre smerter i benet efter akupunktur. 
Gert Karlson offentliggjorde i 2013 følgende projekt - PMID 23981368: Acupuncture in asthmatic children: Prospective, randomised, controlled clinical trial of efficacy